# Emmelina monodactyla
Espèce
Le Ptérophore commun (Emmelina monodactyla) est une espèce de lépidoptères (papillons) de la famille des Pterophoridae, de la sous-famille des Pterophorinae, et du genre Emmelina.

## Morphologie
Il a une envergure de 18 à 27 mm. Il vole presque toute l'année.

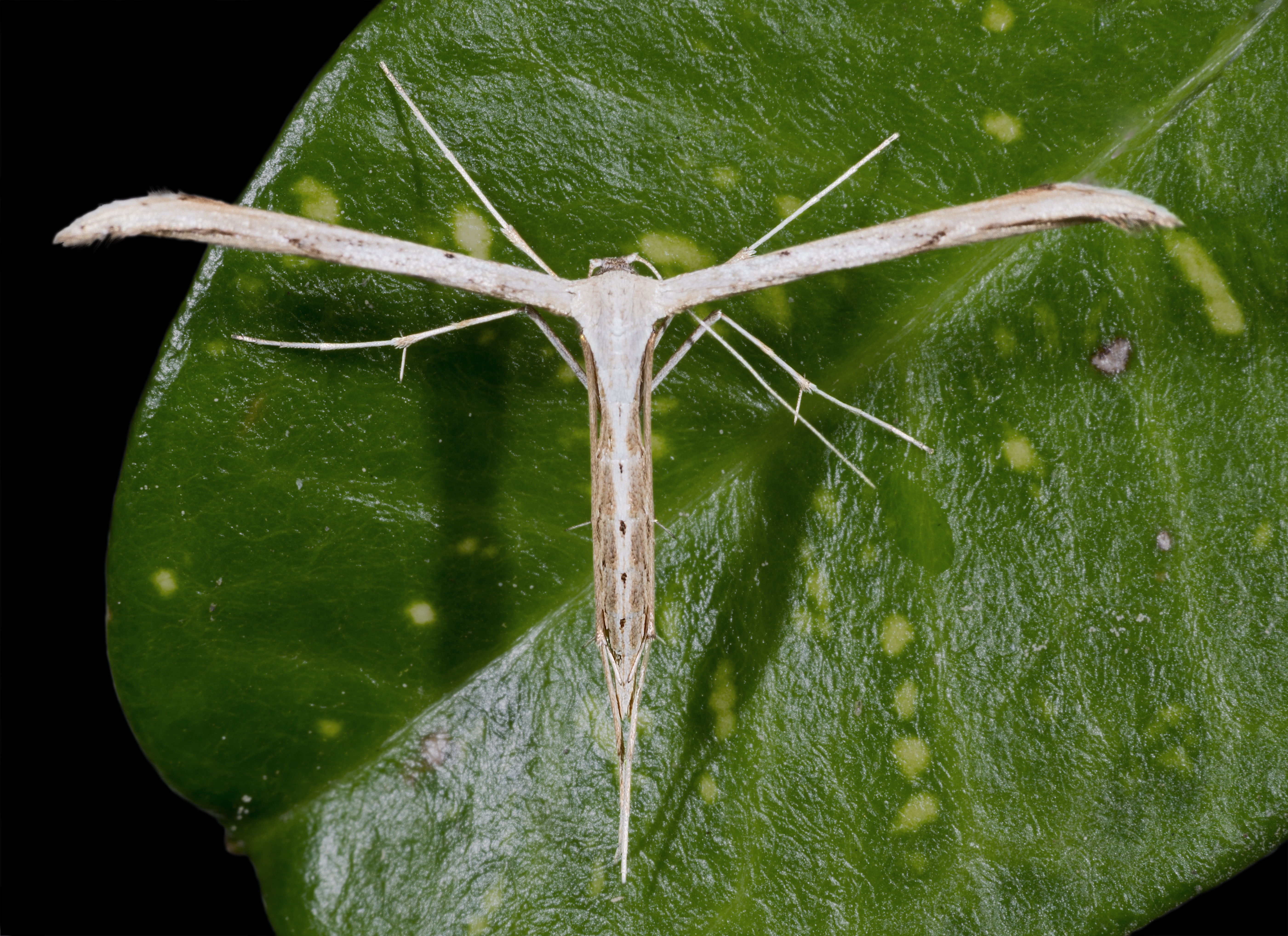
Emmelina monodactyla au repos
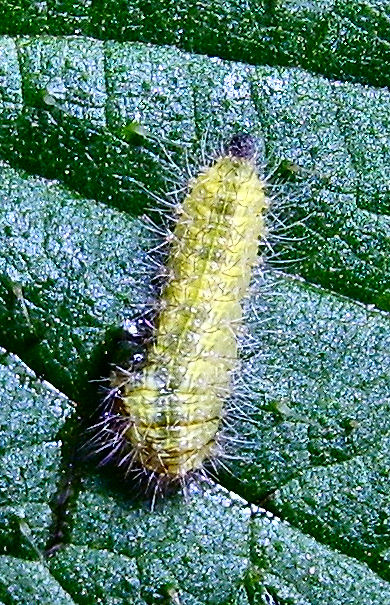
Chenille

## Répartition et habitat
Il est très commun en Europe.

## Biologie
Sa larve vit sur Convolvulus arvensis, Calystegia soldanella, Calystegia sepium, Chenopodium sp., Atriplex sp., Ipomoea batatas

## Systématique
- Décrit par Linné en 1758 sous le nom de Alucita monodactyla[2], reclassé par Tutt en 1905 dans le genre Emmelina, le nom de référence est Emmelina monodactyla.

### Synonymie
Il y a une importante quantité de synonymes pour cette espèce:
- Phalaena Alucita monodactyla (Linnaeus, 1758)
- Phalaena bidactyla (Hochenwarth, 1785)[4]
- Alucita pterodactyla (Hübner, 1805)
- Pterophorus flaveodactylus (Amary, 1840)
- Pterophorus cineridactylus (Fitch, 1855)[5]
- Pterophorus naevosidactylus (Fitch, 1855)[6]
- Pterophorus impersonalis (Walker, 1864)
- Pterophorus pergracilidactylus (Packard, 1873)[7]
- Pterophorus barberi (Dyar, 1903)[8]
- Pterophorus pictipennis (Grinnell, 1908)[9]
- Pterophorus monodactylus f. rufa (Dufrane, 1960)

### Nom vernaculaire
- Ptérophore commun. Étymologie : du grec ancien signifiant « celui qui porte la plume » du grec ancien « plume » et « qui porte ».